# スイッチド・ネットワーク
スイッチド・ネットワークは、ネットワーク機器であるスイッチまたはブリッジを導入しているLANのことである。
物理層に属するハブ(hub)と異なり、スイッチはデータリンク層にて処理を行う。
そのため、通信の方向がスイッチ内部で特定され該当するノードへ向けてのみパケット送信がなされる（関係のないポートは閉じられる）。
上記の理由から、スイッチを導入することはプロミスキャス・モードにて待機する盗聴者への対策として有効とされる。
しかしながら、ARPスプーフィングなどのクラッキング手法を用いられると効力が失われる。